# Tóbit
Tóbit je jméno Tóbijášova otce, podle vyprávění knihy Tóbijáš spravedlivého Žida z kmene Neftalí, který byl v roce 722 př. n. l. odveden do asyrského zajetí.
Tóbit věrně zachovával Boží zákon, avšak přesto byl postižen pronásledováním a nakonec i slepotou. Na konci svých sil se modlil k Bohu, aby jej zbavil jeho utrpení a života. Bůh jeho modlitbu vyslyšel a poslal anděla Rafaela, aby jej uzdravil. Rafael po zařízení dalších věcí nakonec nejen vrací Tóbitovi zrak, ale i našel nevěstu pro jeho syna Tóbijáše.
V Septuagintě je jeho jménem nazvána i kniha jinak nesoucí jméno „Tóbijáš“.